# Делски савез
Делски савез, основан 478. године п. н. е, било је удружење грчких градова-држава, са бројем чланова у опсегу између 150 и 330 под вођством Атине, чија је сврха била да се настави борба против Персијског царства након победе Грка у бици код Платеје на крају Друге персијске инвазије на Грчку. Данашње име савеза потиче из службеног места састанка, острва Делос, где су се одржавали конгреси у храму и где је ризница стајала све док је симболичном гестом Перикле није преселио у Атину 454. године п. н. е. Пошто је већина полиса била доста сиромашна да даје бродове савезу, плаћали су Атини порез да би се могли изградити бродови.

## Оснивање Делског савеза
Наком пораза Ксерксове инвазије на Грчку 478. п. н. е. Паусанија предводи Грке против Персијанаца. Био је непопуларан у Спарти, па Спарта предаје вођство следеће кампање Атини. Делски савез је формиран 477. п. н. е. као офанзивни и дефанзивни савез против Персије. Главни градови савеза били су: Атина, Хиос, Самос и Лезбос, а придружили су се и многа острва и многи јонски градови.
Атина води Делски савез од почетка, а благајна савеза се налазила на острву Делосу. Свака чланица савеза је имала један глас. Допринос сваке чланице одређивао је атински државник Аристид. Неки чланови савеза би дали бродове, неки трупе или оружје или новац. Савет свих полиса чланова савеза одржавао се редовно на Делосу.

## Акције
Прва акција савеза је била да заузму стратешки важно место Ејон на ушћу Струме у море, близу Амфипоља. У том месту Персијанци су држали утврђење, које је чувало важан прелаз преко реке. Након победе и освајања Ејона, следећа акција је била борба против пирата у Егеју. Неколико година касније следи борба у Карији и Ликији, где побеђују Персију и њене савезнике у бици код Еуримедона..

## Атинска хегемонија у савезу
Атина је имала обичај и да присиљава некога да буде члан савеза или да га присиљава да не излази из Делског савеза. Наксос, члан Делског савеза покушао је да се одвоји, али био је поробљен. Наксос је изгубио флоту, градске зидове и глас у савезу. Пример, што ће се десити онима који би се побунили против Делског савеза дат је на примеру Лезбоса. После неуспеле побуне убијају 1.000 вођа и угледних људи, а земљу деле Атињанима, који се ту настањују.

Атина пресељава 454. п. н. е. благајну Делског савеза из Делоса у Атину, наводно због опасности од Персије. Плутарх напомиње да су многи тај трансфер видели као узурпацију благајне савеза да би Перикле изводио велике и скупе радове по Атини. Атина све више тражи новац, а све мање бродове или војску. Од новца Делског савеза намењеног одбрани саграђени су Акропољ и Партенон, а извођени су и многи други радови. Делска лига се претварала од савеза у империју и то Атинску империју.

## Борбе са Спартиним савезницима
Кимон је протеран 461. п. н. е. из Атине, па демократске личности као Перикле и Ефијалт долазе до изражаја. То је значило потпуну промену атинске политике. Напушта се савез са Спартом, а у савез улазе Аргос и Тесалија. Мегара такође напушта Пелопонески савез и допушта да се дуж коринтског пролаза направи двоструки зид, као заштита за Атину. Осим тога, тада и сама Атина гради велики зид до Пиреја.
Убрзо је избио рат. Атина 458. п. н. е. блокира Егину, те брани Мегару од Коринта. Следеће године Спарта шаље армију у Беотију да би повратила моћ Тебе. Теба је била значајан спартански савезник у близини Атине. Међутим повратак Спартанаца је био блокиран, па су се упутили према Атини, коју побеђују у бици код Танагре. Два месеца касније Атињани побеђују у бици код Оинопита и поново контролишу Беотију осим Тебе.

## Наставак рата са Персијанцима
Рат са Персијанцима се наставио. Египат се побунио 460. п. н. е. Побуњеници захтевају помоћ од Атине. Перикле шаље 200 бродова, који су били намењени нападу на Кипар. После 4 године Персија је смирила и победила побуњенике. Персијски генерал Мегабиз је заробио велики део Атинске 
флоте. 
То је био главни јавно наведени разлог пресељења благајне са Дела у Атину. После те победе Персијанци настоје поново преузети Кипар. Кимон се вратио из прогонства и предводи флоту од 200 бродова, који одлазе да одбране Кипар. Кимон умире током блокаде Китиона (данашње Ларнаке), али Атињани побеђују Персијанце и на копну и на мору у бици код Саламине на Кипру 450. п. н. е. То је била једна од највећих битака против Персијанаца. Брзо после тога склопљен је Калијин мир.

## Пред Пелопонески рат
После битке код Коронеје 447. п. н. е. Атина више не контролише Беотију. Еубеја и Мегара се буне. Еубеја је постала поново савезник, који је плаћао данак, а Мегара је изашла из Делског савеза. Делски и Пелопонески савез потписују мировни уговор на 30 година, али трајао је само до 431. п. н. е., када избија Пелопонески рат.

## Распад савеза
Након пропасти атинске флоте на Сицилији, стање Атине било је толико лоше да се није веровало да би се могла одржати до лета. Због тога су чланице Атинског поморског савеза сматрале да је дошао прави тренутак да се изборе за своју независност. Агису у Декелеју долазе представници Лезбоса и Еубеје са молбом да им се пошаљу бродови као помоћ за дизање устанка. Непосредно Лаконији шаље позив у помоћ Еретрија. 
На предлог Алкибијада, Спартанци отварају фронт у Јонији. Највећи атински савезник у Јонији био је Хиос. Хиос је била олигархијски уређена држава која је једина од атинских савезника поседовала властиту флоту. Јуна 412. п. н. е. Хиошани дижу устанак против Атине. Убрзо им се прикључио велики број јонских градова међу којима је и главни град – Милет. Спартанци су иступали са паролом „слобода Хеладе“. Следеће године им прилази и Родос. Одцепљење Јоније ишло је великом брзином јер су савезници били незадовољни експлоатацијом Атињана, охолошћу атинских власти и суровим гушењем устанака. 
Атина је ипак смогла снаге да пружа велики отпор. На Хиос је упућена флота од 20 бродова, а других 30 бродова упућено је да кружи око Пелопонеза. Спремале су се нове десетине бродова за одлазак у Јонију. Међутим, атинска благајна је 413. године п. н. е. била празна. У циљу побољшања финансијске ситуације, Атињани укидају форос и уводе царину од 5% на сву робу која се превози морем. Царина се углавном наплаћивала на Хелеспонту. 
Савез се одржао до 404. године п. н. е. тј. до завршетка Пелопонеског рата. Након битке код Егоспотама, Лисандар је кренуо у обилазак атинских савезница укидајући демократско и уводећи олигархијско државно уређење. У сваком полису остављао је спартанске хармосте – намеснике. Један од услова кога су Спартанци након освајања Атине поставили била је и ликвидација Атинског поморског савеза. Малоазијски Хелени потпали су под власт сатрапа. Стварајући нову спартанску војно-олигархијску државу, Лисандар је одбацио паролу „слобода Хеладе“. Некадашњи атински поданици плаћали су данак спартанском краљу. Он је потпуно одговарао форосу (око 1000 талената). 